# Ryan Cooley
Ryan Cooley (nacido el 18 de mayo de 1988) es un actor canadiense. Es conocido por su papel como James "J.T." Yorke en Degrassi: The Next Generation.

## Carrera
Antes de unirse al elenco de Degrassi, estuvo durante dos años como Pleskit, el principal alien en la serie I Was a Sixth Grade Alien. Otros créditos de Cooley en televisión son Are You Afraid of the Dark?, Queer as Folk, Lexx: The Series y Life with Derek.
También apareció en Sachsenhausen 1944, Toy Men, la película de Disney The Color of Friendship, la película Cybermutt y Happy Christmas Miss King junto a Lauren Collins. En 2006, Cooley estuvo nominado para un Premio Young Artist, en la categoría Mejor Actuación en una serie de Comedia de Televisión.
Cooley también apareció en la película The Tracey Fragments con Ellen Page.
Ryan apareció en Degrassi como un personaje regular en 2001, en la primera tempora del programa y continuí su papel hasta 2007, mientras el programa estaba en su sexta temporada.
Cooley asistió a la Universidad y quería que J.T. terminara con un disparo. Decidieron matarlo. En la fiesta de cumpleaños de Liberty estaban dos estudiantes de Lakehurst orinando en su auto. Después que J.T. los enfrentara, él dijo, "ustedes me matan con su humor," antes que uno de ellos lo apuñalara y él muriera. 

## Filmografía
- 2001-2006: Degrassi: The Next Generation como James "J.T." Yorke.